# ジョー・オメアラ
ジョー・オメアラ（Jo O'Meara 、本名：Joanne Valda O'Meara 、1979年4月29日 - ）は、グレーター・ロンドン生まれのイギリスの歌手、ダンサー、女優。2003年に解散したS Club 7のメンバー。現在はソロ活動中。

## 経歴

### デビュー
1998年に2-4 Familyというヒップホップグループのメンバーとなるが、すぐにグループを脱退。
十代のころは地元のパブで店員をしており、そこで19エンターテイメント(スパイス・ガールズ、ウィル・ヤングなどを受け持つ芸能プロダクション)の人間にスカウトされる。それがきっかけでS Club 7のメンバーとなる。グループでも歌唱力の評判はよく、ほとんどの曲でリードヴォーカルを務めた。またグループ全員が出演したリアリティ番組、"S Club 7 Go Wild"と"S Club 7 Don't Stop Movin'"で女優としても活躍する。2003年にはS Club 7の映画、"Seeing Double"にも出演。この映画の撮影中ジョーは背中を痛め、ダンスが踊れなくなり、一時期グループを離れた。グループを脱退中はメンバーのレイチェル・スティーヴンスがジョーのパートを務めた。その後すぐにグループに戻り、2003年の解散まで活動した。

### ソロ活動
解散後、誰もがジョーのソロデビューを疑わなかったが、実際のところはライバル視されていたレイチェル・スティーヴンスの方が先にデビューを飾る。なかなかソロデビューをしないジョーは「背中の治療に専念している」などとタブロイド紙に書かれたが、実は背中を怪我したときにギャンブル中毒になり、それ以来ずっとその中毒が続いていたことが原因だった。
2005年にようやくソロ契約をサンクチュアリ・レコードと結ぶ。
同年9月26日にシングル、"What Hurt The Most"でデビュー。1週間後にはアルバム、"Relentless"をリリース。シングルはUKチャート13位を記録したがアルバムは同アルバムチャート47位。アイルランドでは82位に終わる。レコード会社は2枚目のシングルをリリース予定だったが、ジョーはレコード会社を離れてしまう。

### 差別問題
2007年1月3日にイギリスの人気リアリティ番組、"Celebrity Big Brother"に出演。その際、ともに出演したジェイド・グッディ、ダニエラ・ロイド、ジャック・トゥウィードと共にインド人女優、シルパ・シェティを差別するような発言や行動を起こしたとし、視聴者から4万件以上の苦情が寄せられた。
ジョーが関連した発言・行動は以下のとおり。
- 11日目と12日目にロイドと共にシェティの英語の発音をからかう。
- シェティが鶏を料理した際、十分に火が通っていないと思い、だからインド人はいつも病気で痩せている、と意味するかのような発言。
- グッディとシェティの約9分の口論の間、ジョーとロイドはただ笑っているだけだった。後にジョーはこの口論のおかげで気分が良くなったと発言。

### メディアの反応とその後
人権や人間の平等性を考えるNGO組織、EHRCの委員長、トレバー・フィリップはこの事件に関して、「私たちが見ているもの(放送されたもの)は昔の学校でのいじめのような不健全なもの、完全ないじめ、無知さ、人種に関しての不道徳さである。ひどいことで不愉快である。」とコメント。
1月26日に4番目に番組から退場となり、その後のインタビューでジョーは一切差別を認めず、何も悪いことはしていないと発言。またシェティの英語の発音をからかったことに関しても「彼女も私の発音を笑っていた。」と言い、差別はなかったとコメント。
しかし同じく差別問題に絡んだグッディは「ジョーは間違っている。すべて間違ったことをした。」とジョーの発言を否定し、これにジョーの姉、ジュリーも賛成した。
2007年1月30日にオンエアされた朝番組、GMTVでジョーは自ら起こした言動を謝罪するが、いじめや差別は否定。また、その様子を放送した編集者(しかし同番組は生放送であった。)や読者に誤解を与えたインタビュー記事を載せた新聞社を彼女のイメージを壊したとして非難する。また何度か脅迫され、自分の身の安全のため家には帰っていないことや精神不安定になったことを明かした。
また同番組参加理由について、引き取られる可能性のあった彼女の家を取り戻すためであったと語っている。
2007年2月にニュース・オブ・ザ・ワールドがジョーが自殺未遂し、友達によって病院に搬送されたと報道。2007年3月の雑誌インタビューでは自殺未遂を否定するものの、ストレスにより体重が減ったとコメント。また多額の金銭詐欺に遭い、知らぬ間に家が差し押さえられたので、ジョーが破産寸前に追い込まれていると報道された。

### 現在
2008年1月にデイリー・メールが徐々に回復していることや、動物の救護に熱中していること、そして妊娠6か月であることを報道。また、2007年に"Celebrity Big Brother"で共演したジャーメイン・ジャクソンから仕事のオファーを受け歌手活動再開を考えていることを公にした。
同年2月に家を売り払い、作詞活動中であることを発表。
5月12日に帝王切開で男の子を出産。

## ディスコグラフィ

### アルバム
| 2005 | Relentless | 47 |

### シングル
| 2005 | "What Hurts The Most" | 13 | 78 |

## 出演作品
| 年   | 原題          | 役名   |
| ---- | ------------- | ------ |
| 1999 | Miami 7       | ジョー |
| 2000 | LA 7          | ジョー |
| 2001 | Hollywood 7   | ジョー |
| 2002 | Viva S Club   | ジョー |
| 2003 | Seeing Double | ジョー |